# Comuna Inhulske, Ustînivka
Inhulske (în ucraineană Інгульське) este o comună în raionul Ustînivka, regiunea Kirovohrad, Ucraina, formată din satele Inhulske (reședința), Liubovîcika, Medveja Balka și Zavturove.

## Demografie
Componența lingvistică a comunei Inhulske
     Ucraineană (95,68%)
     Rusă (3,69%)
     Alte limbi (0,63%)
Conform recensământului din 2001, majoritatea populației comunei Inhulske era vorbitoare de ucraineană (95,68%), existând în minoritate și vorbitori de rusă (3,69%).